# Aplocheilichthys centralis
Aplocheilichthys centralis е вид лъчеперка от семейство Poeciliidae. Видът е незастрашен от изчезване.

## Разпространение
Разпространен е в Танзания и Уганда.

## Описание
На дължина достигат до 3,3 cm.